# دیولا گروشیچ
دْیولا گروشیچ (مجاری: Grosics Gyula؛ ۴ فوریه ۱۹۲۶ – ۱۳ ژوئن ۲۰۱۴) که با لقب پلنگ سیاه (مجاری: Fekete Párduc) نیز شناخته می‌شد، دروازه‌بان و مربی فوتبال اهل مجارستان بود. وی به همراه تیم ملی فوتبال مجارستان در تیم  طلایی سابقه قهرمانی در بازی‌های المپیک تابستانی ۱۹۵۲ و نایب قهرمانی در جام جهانی فوتبال ۱۹۵۴ را در کارنامه دارد.